# Норфолк (военно-морская база)

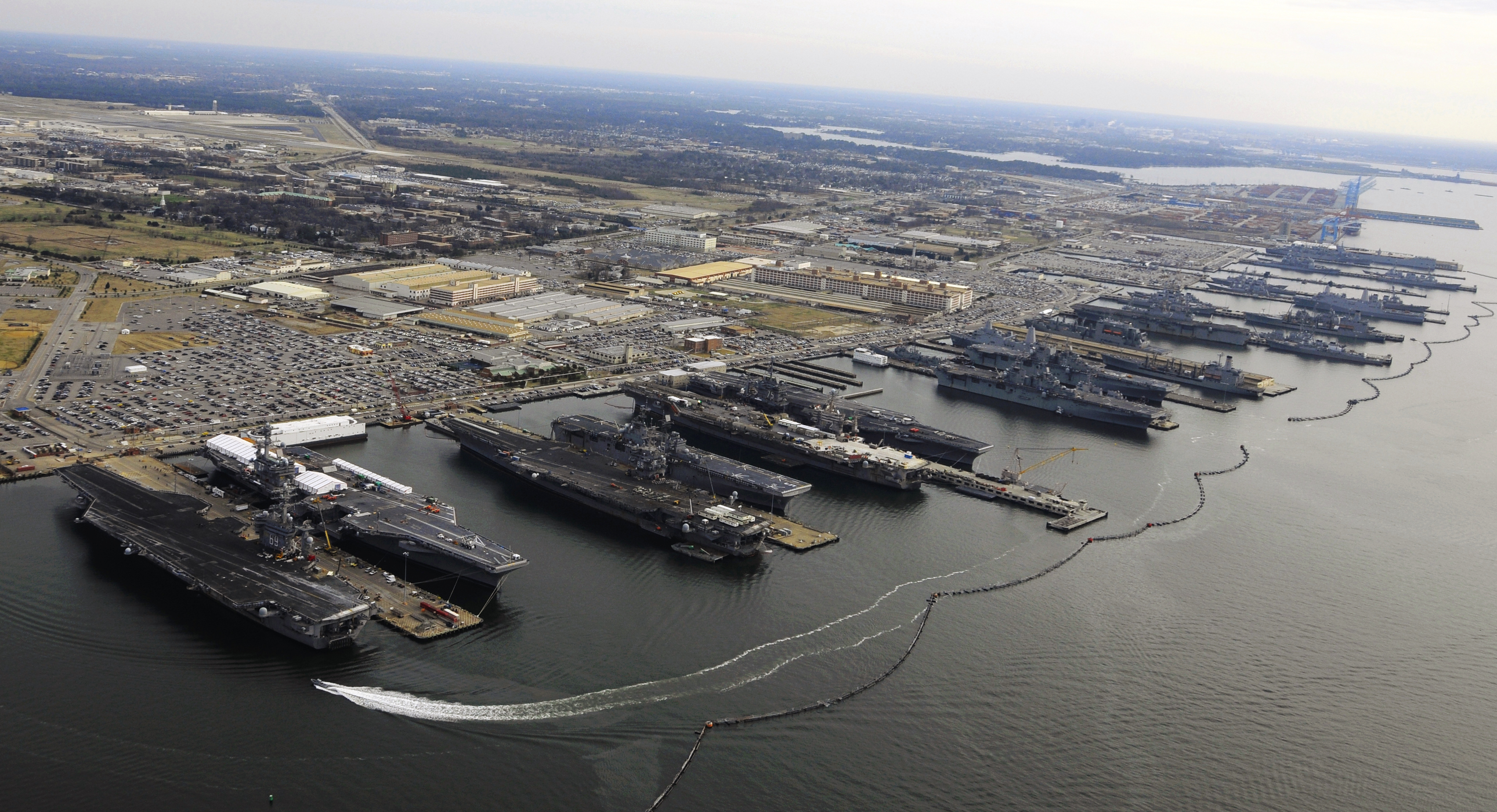
9 Авианосцев в Норфолк, 20 декабря 2012

Вое́нно-морска́я ба́за «Но́рфолк» — главная военно-морская база Атлантического флота ВМС США. Расположена в городе Норфолк (штат Виргиния), в юго-восточной части бухты Хэмптон-Родс при выходе из Чесапикского залива в Атлантический океан. Является крупнейшей военно-морской базой в мире: на 2011 год в ней базируется 75 кораблей, в том числе 5 авианосцев. Акватория базы находится в зоне ответственности 2-го оперативного флота.
Площадь акватории военно-морской базы и порта — 25,8 км², глубина подходов фарватеров — до 13,8 м. Глубина фарватера позволяет обеспечивать базирование в военно-морской базе кораблей всех классов, включая атомные авианосцы. 
База имеет 10 причалов общей длиной около 20 км с глубиной у причалов до 14 м, погрузочно-разгрузочные средства, склады боеприпасов, нефтехранилища. 
На этой военно-морской базе находятся штабы верховного командования вооружённых сил США в зоне Атлантики и главнокомандующего Атлантическим флотом, военно-морские учебные заведения. Поблизости от базы расположено 8 судостроительных и судоремонтных заводов с семью сухими и тремя плавучими доками, а также шестнадцатью стапелями.